# Тополик
Тополик је новоизграђено избјегличко насеље у Приједору.

## Географија
Смјештено на подручју мјесне заједнице Приједор IV — Нова Орловача. Налази се сјевероисточно од пруге Нови Град — Бања Лука, јужно од ријеке Милошевице.

## Становништво
Насеље броји око 150 домаћинстава.